# Gustaaf Deloor
Gustaaf Deloor (De Klinge, Sint-Gillis-Waas, 24 de juny de 1913 - Malines, 28 de gener de 2002) va ser un ciclista belga que fou professional entre 1933 i 1939. Era el cinquè fill d'una pobra família, son pare era jornaler que treballava a les mines de carbó d'Hainaut.
Els seus èxits més importants foren els dos triomfs consecutius a la general de la Volta a Espanya de 1935 i 1936, en aquesta darrera cursa son germà Alfons va finalitzar segon. La guerra va trencar la seva carrera ascendent. Va criticar la manca de professionalisme dels ciclistes espanyols que després d'una etapa bevien massa, feien turisme i anaven al teatre.
A la primeria de la Segona Guerra Mundial servia a l'exèrcit belga al Fort d'Eben-Emael. El 10 de maig de 1940, després de la batalla del Fort d'Eben-Emael, Deloor era un dels 1.200 belgues que hi van ser fets presoners. Al camp de prisoners de guerra Stalag II-B a Hammerstein (avui Czarne a Polònia), va treballar a la cuina gràcies a un oficial alemany interessat en l'esport. Quan Deloor va tornar el 1941, va trobar la seva casa saquejada i va decidir començar una nova vida als Estats Units el 1949.
Després de deu anys a Nova York, es va instal·lar a Los Angeles. Hi va treballar com a mecànic fins que, el 1956, un client benestant el va ajudar a trobar feina al centre aeroespacial de Cap Canaveral. A la companyia Marquardt Corporation, una empresa d'enginyeria aeronàutica, va treballar en el desenvolupament i disseny del motor estatoreactor per a la NASA que va servir per al coet de l'Apollo 11 Saturn V.
Va perdre la seva primera dona el 1966, però es va tornar a casar. El 1980 va tornar a Bèlgica on va morir el 2002.

## Palmarès
- 1934
  - 1r a Stekene
  - 1r del Premi d'Heist-op-den-Berg
  - 10è a la Volta a Catalunya[7]
- 1935
  -  1r a la Volta a Espanya i vencedor de 3 etapes
  - Vencedor d'una etapa de la París-Saint Etienne
- 1936
  -  1r a la Volta a Espanya i vencedor de 3 etapes
  - 1r a Poperinge
  - 2n Volta a Suïssa
- 1937
  - 1r del Critèrium de Mons
  - Vencedor d'una etapa del Tour de França
- 1939
  - 1r al Gran Premi Gran Premi 1r de maig d'Hoboken
  - 1r a Rijkevorsel
  - 1r a St.Niklaas-Waas

### Resultats a la Volta a Espanya
- 1935. 1r de la classificació general i vencedor de 3 etapes
- 1936. 1r de la classificació general i vencedor de 3 etapes

### Resultats al Tour de França
- 1937. 16è de la classificació general i vencedor d'una etapa